# Bruno Viana
Bruno Viana Willemen da Silva, genannt Bruno Viana, (* 5. Februar 1995 in Macaé) ist ein brasilianischer Fußballspieler.

## Karriere
Bruno Viana startete seine fußballerische Ausbildung beim Cruzeiro EC. Hier schaffte er 2016 auch den Sprung in die erste Mannschaft und lief im Zuge der Primeira Liga do Brasil 2016 das erste Mal auf. Es folgten weitere Einsätze in der Staatsmeisterschaft von Minas Gerais und im brasilianischem Pokal. Sein erstes Ligaspiel bestritt der Spieler in der Campeonato Brasileiro Série A 2016 am 22. Mai gegen den Figueirense FC.
Am 31. August 2016 wurde der Wechsel von Viana nach Griechenland zu Olympiakos Piräus bekannt. Die Verpflichtung wurde betrieben durch den Trainer von Olympiakos Paulo Bento. Dieser kannte den Spieler aus seiner Amtszeit bei Cruzeiro (Mai 2016–Juli 2016). Die Ablösesumme betrug zwei Millionen Euri, von denen Cruzeiro 1,4 Mil. erhielt. Am 18. September hatte Bruno Viana seinen ersten Einsatz für den Klub. In der griechischen Super League lief er im Spiel gegen Iraklis Thessaloniki von Beginn an auf. Seinen ersten internationalen Einsatz hatte er in der UEFA Europa League 2016/17. Im Spiel gegen FK Astana am 3. November 2016 gehörte er zur Startelf. Nach häufigen Einsätzen in der Liga schoss Bruno Viana das erste Tor in seiner Profikarriere im Spiel gegen Iraklis Thessaloniki. Das Tor erzielte er am 5. Februar 2017 in der zweiten Minute des Spiels zur 1:0-Führung (Entstand 3:0). Am 29. Spieltag der  Saison 2016/17 wurde der Klub zum 44. Mal griechischer Meister und Viana konnte seinen ersten Titel feiern. Insgesamt bestritt Viana 23 Spiele in drei Wettbewerben (3 UEFA Europa League 2016/17, 17 Super League (Griechenland), 3 Griechischer Fußballpokal).
Die nächste Station von Viana wurde Sporting Braga in Portugal. Der Klub gab die einjährige Leihe von Viana am 7. Juli 2017 bekannt. Der Kontrakt enthält eine Kaufoption über 3 Mil. Euro. Im März 2018 übernahm Braga Viana fest von Olympiakos mittels der Kaufoption. Der Vertrag erhielt eine Laufzeit bis 2023.
Im Februar 2021 wurde Viana an den CR Flamengo ausgeliehen. Die Leihe wurde bis Ende Dezember 2021 befristet. Die Vereinbarung enthielt eine Kaufoption am Ende der Leihe gegen eine Ablösesumme von 7 Millionen Euro. Aufgrund der wegen der COVID-19-Pandemie verschobenen Série A 2020 war diese zum Zeitpunkt des Wechsels noch nicht beendet. Viana konnte erstmals nach Ablauf dieser eingesetzt ab März eingesetzt werden. Am Ende 
Série A 2021 im Dezember des Jahres wurde die Kaufoption durch Flamengo nicht wahrgenommen. Viana kehrte zu Braga zurück, sondern wurde erneut, trotz einer Vertragsverlängerung bis Juni 2024, ausgeliehen. Im Februar 2022 er kam nach Russland zu FK Chimki. Die Leihe war auf ein halbes Jahr befristet, in dem er monatlich umgerechnet eine Million Real verdienen sollte. Nachdem Überfall Russlands auf die Ukraine beendete Viana seine Anstellung vorzeitig. Seine Reise ging weiter auf den nächsten Kontinent. Er kam als Leihe bis Jahresende zum Wuhan FC. Die Leihe war befristet bis Ende des Jahres 2022 und enthielt eine Kaufoption. Diese wurde von dem Klub nicht wahrgenommen.
Viana kehrte in seine Heimat zurück. Hier unterzeichnete er Anfang Februar 2023 einen Kontrakt bis Jahresende 2025 beim Coritiba FC. Im Juli des Jahres wurde er für ein Jahr nach Saudi-Arabien an al-Hazem ausgeliehen. Nach Beendigung der Saison 2023/24 verließ Viana wieder den Klub. Es schloss sich ein weiteres Leihgeschäft an. Er ging in die Türkei zum Gaziantep FK.

## Erfolge
Olympiakos Piräus
- Super League (Griechenland): 2016/17

Flamengo
- Supercopa do Brasil: 2021
- Staatsmeisterschaft von Rio de Janeiro: 2021